# Jennifer Britnell
Jennifer Joan Britnell  (* 1943 in London; † 2011 in Durham) war eine britische Französistin, die sich vorwiegend mit französischer Literatur und Geschichte der Renaissance-Zeit befasste.

## Leben
Jennifer Britnell wuchs in London auf und studierte Französisch am University College bei Brian Woledge und Michael Screech. Von letzterem wurde sie promoviert mit der Arbeit Jean Bouchet, (Edinburgh, Edinburgh University Press for the University of Durham, 1986). Sie lehrte von 1966 bis 2004 Französisch an der Universität Durham. In der im Erscheinen begriffenen Gesamtausgabe der Werke von Jean Bouchet war ihr der Band Opuscules du traverseur des voyes perilleuses nouvellement par luy reveuz amendez et corrigez. Epistre de Justice a l’instruction et honneur des ministres d’icelle. Le chappelet des Princes. Ballades morales. Deploration de l’église excitant les princes à la paix (Poitiers, Jaques Bouchet, 1525) anvertraut. Jennifer Britnell war verheiratet mit dem Historiker Richard Britnell (1944–2013).

## Weitere Werke (Herausgebertätigkeit)
- Jean Bouchet, La déploration de l’Eglise militante, Genf, Droz, 1991 (kritische Ausgabe).
- Jean Lemaire de Belges, Traicté de la différence des schismes et des conciles de l’Église. Avec L’Histoire du prince Sophy, et autres œuvres, Genf, Droz, 1997 (kritische Ausgabe).
- (mit Adrian Armstrong)  Jean Lemaire de Belges, Épistre du roy à Hector et autres pièces de circonstances, 1511–1513. Jean d’Auton, Épistre d’Hector au roy, Paris, Société des textes français modernes, 2000.
- (mit Richard Britnell) Vernacular literature and current affairs in the early sixteenth century. France, England and Scotland, Aldershot, Ashgate, 2000.
- (mit Ann Moss) Female saints and sinners. France 1450–1650, Durham, University of Durham, 2002.
- (mit Nathalie Dauvois) Jean Bouchet, traverseur des voies périlleuses (1476–1557). Actes du colloque de Poitiers (30–31 août 2001), Paris, Champion, 2003.
- Le Roi très chrétien contre le pape. Ecrits antipapaux en français sous le règne de Louis XII, Paris, Classiques Garnier, 2011.